# Chlorotettix minima
Chlorotettix minima är en insektsart som beskrevs av Baker 1898. Chlorotettix minima ingår i släktet Chlorotettix och familjen dvärgstritar. Inga underarter finns listade i Catalogue of Life.